# Nelson Mandelapark (Haarlem)
Het Nelson Mandelapark is een stadspark in Haarlem-Noord gelegen in de Transvaalwijk.

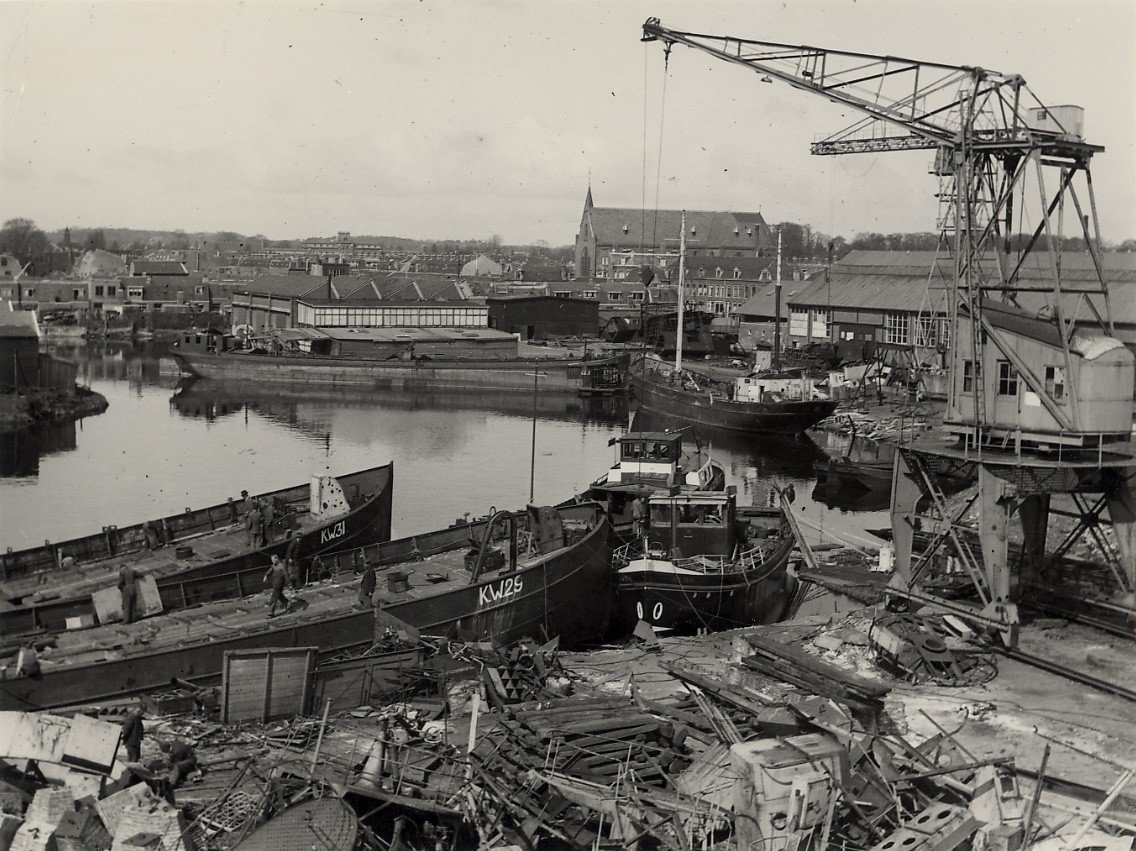
De Scheepswerf van Holland Nautic anno 1948. Op de achtergrond de Elbakerk aan de Paul Krugerstraat

Vroeger was op deze plek een scheepswerf van Holland-Nautic, deze liep tot aan de Paul Krugerkade en stond dan ook in verbinding met het Spaarne via de Paul Krugervaart. Deze vaart en de Werf werden gedempt in 1959 voor de bouw van Vermaats Broodfabriek. Later is hier het Paul Krugerpark aangelegd, dat in de jaren '90 is hervernoemd naar de Zuid-Afrikaanse anti-apartheidsstrijder en politicus Nelson Mandela.

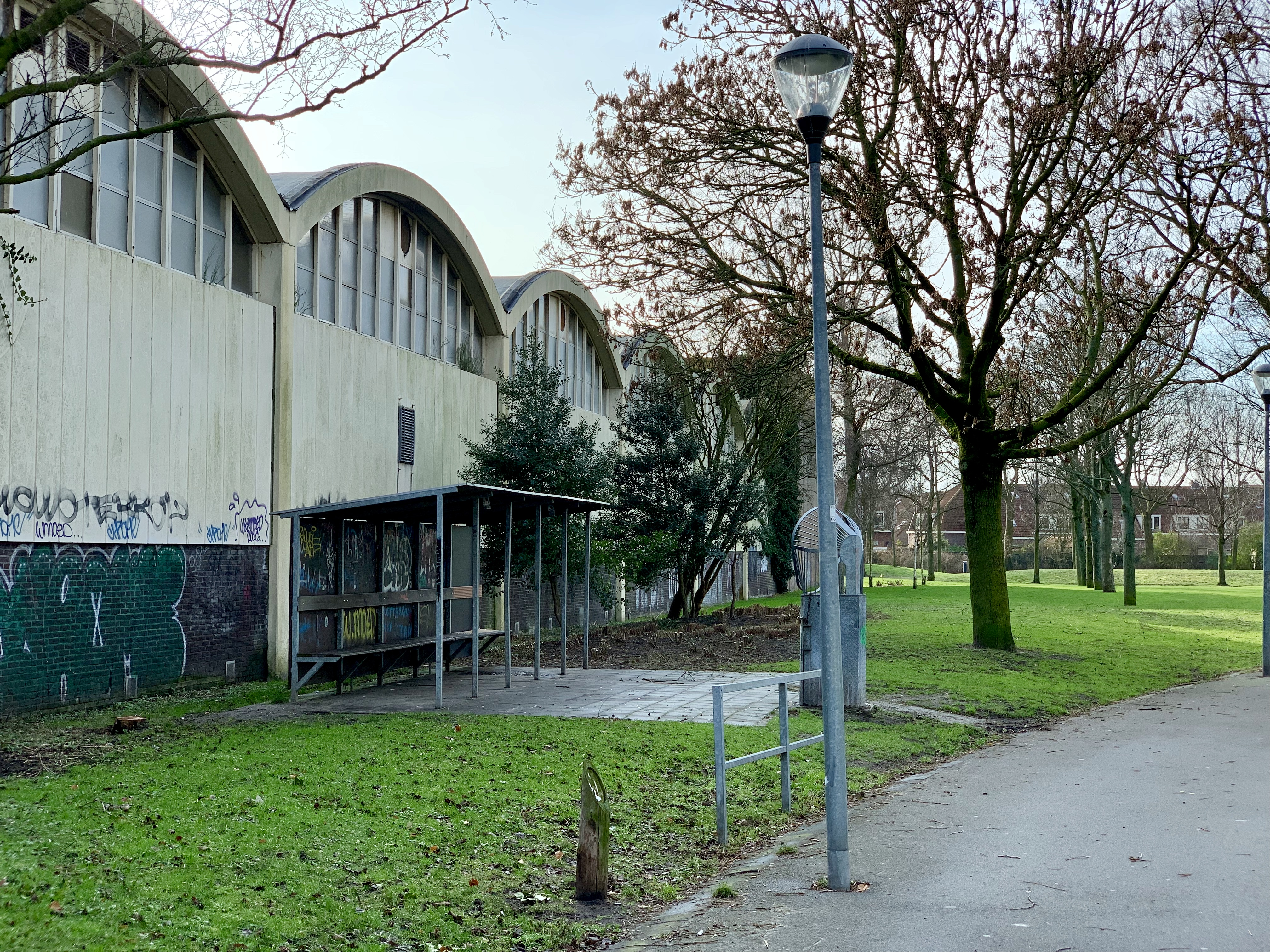
Achterkant van Vermaats broodfabriek

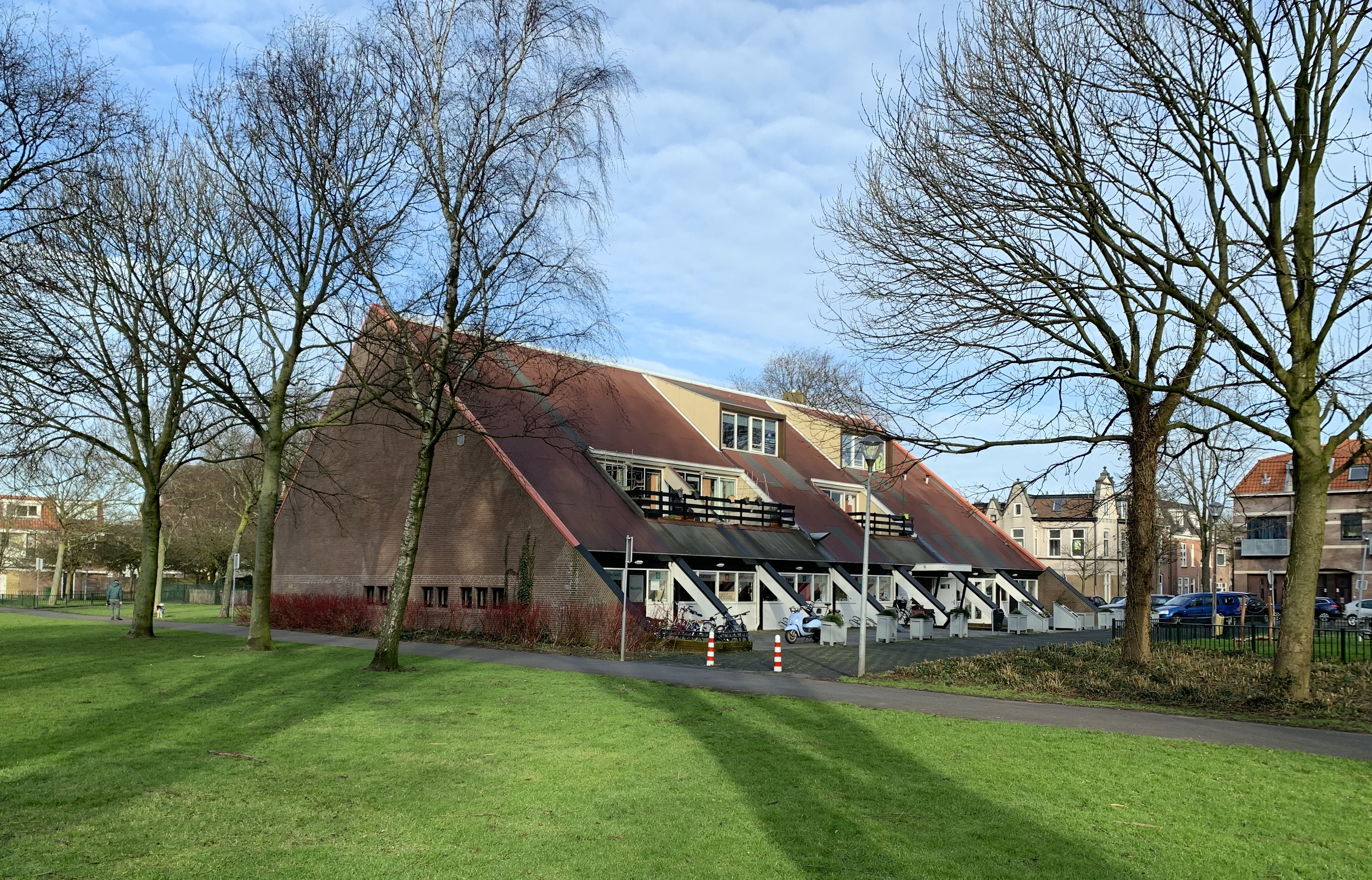
Buurtcentrum de Fjord Haarlem

In de directe nabijheid van het park is Winkelcentrum Spaarneboog, het buurthuis De Fjord, een Groene Werkplaats, een sportzaal en een klimhal gelegen.
De gemeente Haarlem heeft ingezet op vernieuwing van het Nelson Mandelapark, zo worden er nieuwe functies toegevoegd. Zo wordt bijvoorbeeld de oude speeltuin langs de Werfstraat weer bij het park betrokken, en worden op de plaats van de oude Vermaats Broodfabriek nieuwe woningen gebouwd om het geheel weer een levendige uitstraling te geven.